# フォーチュンスピン・ネクスト
『フォーチュンスピン・ネクスト』はCRONから発売されたシングルメダルゲーム。

## 基本ルール
1ベットで8ラインすべてが有効となる9リール8ラインのスロットマシン。同じ絵柄がライン上に揃うか同じシンボルが3つないし4つ以上出ると配当となる。

## フリースピン
センターにジョーカーが出現するか鈴が出現した時の一定の確率で突入する。倍率抽選が行われ、5回のフリースピンが始まる。フリースピン中はセンターに絡んでいない部分にも倍率がかかる。また、5回の間に鈴を5個集めるともう1度同じ倍率でフリースピンをプレイすることができる。

## ダブルダウンゲーム
配当が発生すると挑戦できる。ディーラーより強い絵柄を選べば配当が2倍となる。また、プレイヤー側の3つのリールに同じ絵柄(ブランク以外)が出現するとスペシャルボーナスを得られる。(最高10万枚)